# Ngô Dư Sái
Ngô Dư Sái (chữ Hán: 吳餘祭; trị vì: 547 TCN-531 TCN), là vị vua thứ 21 của nước Ngô thời Xuân Thu trong lịch sử Trung Quốc.

## Thân thế
Ông mang họ Cơ, là con thứ hai của Ngô Thọ Mộng – vua thứ 19 nước Ngô và là em của Ngô Chư Phàn – vua thứ 20 nước Ngô.
Năm 548 TCN, Chư Phàn qua đời, Dư Sái lên nối ngôi vua.

## Chiến tranh với nước Sở
Sau khi lên ngôi, Dư Sái phong cho người em út là Quý Trát ở đất Diên Lăng, gọi là Diên Lăng Quý tử.
Năm 545 TCN, tướng quốc nước Tề là Khánh Phong có tội phải chạy sang nước Ngô. Dư Sái thu nhận, gả con gái và cho Khánh Phong ở huyện Chu Phương.
Năm 538 TCN, Sở Linh vương lấy danh nghĩa trừng phạt Khánh Phong bèn mang quân đánh huyện Chu Phương nước Ngô, bắt giết Khánh Phong. Ngô Dư Sái tức giận mang quân báo thù, đánh chiếm 3 ấp của nước Sở.
Năm 537 TCN, Sở Linh vương mang quân đánh Ngô, tiến đến đất Vu Lâu của nước Ngô. Sang năm sau (536 TCN), quân Sở lại tiến vào đất Càn Khôn. Dư Sái mang quân ra cự, đánh bại quân Sở.
Năm 531 TCN, Dư Sái qua đời. Ông ở ngôi 17 năm. Dư Sái truyền ngôi cho em thứ 3 là Cơ Dư Muội, vẫn theo lời cha và anh, để theo tuần tự sẽ đến Cơ Quý Trát.